# Rey Volpato
Rey Volpato (Dolo, 27 agosto 1986) è un calciatore italiano, attaccante attualmente svincolato.

## Carriera

### Club
Nasce calcisticamente nella Santangiolese fino all'età di 7 anni, quando gli osservatori del Padova notano le sue qualità tecniche e decidono di portarlo nel settore giovanile biancoscudato. Esordisce con la maglia del Padova in Serie C1, nel campionato 2003-2004 in cui totalizza 18 presenze ed un gol. L'anno successivo viene acquistato dalla Juventus, con la quale gioca una partita (Atalanta - Juventus) di Coppa Italia e vince, sempre nella stessa stagione, il Torneo di Viareggio con la formazione Primavera, classificandosi anche capocannoniere del torneo.
Nella stagione 2005-2006 viene ceduto in prestito al Siena; con la squadra toscana, a 19 anni, esordisce in Serie A il 18 settembre 2005 nella partita Siena-Palermo (1-2) e, sempre con i toscani, segna anche i suoi due primi gol in Serie A nella vittoria 1-2 contro l'Udinese. Nella primavera 2006 riporta un primo grave infortunio (rottura del legamento crociato anteriore del ginocchio), che limita a 13 le presenze in campionato.
Nella annata successiva la Juventus lo gira all'Arezzo, squadra di Serie B allenata da Antonio Conte (che era stato il vice di Luigi De Canio a Siena, e lo aveva espressamente richiesto). Con i toscani gioca 22 partite, segnando 6 gol, in una stagione condizionata dai postumi dell'infortunio, e il 4 luglio 2007 viene acquistato in comproprietà dall'Empoli, con cui gioca 13 partite di campionato e 2 di Coppa UEFA. Il 9 giugno 2008 viene riscattato dalla società torinese ed il 1º luglio ceduto in compartecipazione, al Bari.
Il 2 febbraio 2009 viene annunciato il suo passaggio in prestito fino a fine stagione al Piacenza ma il 5 febbraio il trasferimento salta, visto il divieto per un calciatore di essere tesserato da tre società nel corso della medesima stagione (di proprietà della Juventus, era già stato ceduto al Bari). Il 27 febbraio 2009 la Commissione Tesseramenti della Figc ha accolto il reclamo del Piacenza per il trasferimento e viene a tutti gli effetti tesserato fino a giugno. Con gli emiliani scende in campo 10 volte realizzando un gol, contro il Frosinone.
Il 27 giugno 2009 ritorna al Bari dopo l'apertura delle buste ma viene messo fuori rosa per problemi con il tesseramento. Il 29 gennaio 2010 passa in prestito fino a fine stagione al Gallipoli. L'8 febbraio 2010 debutta e segna il suo primo gol con i salentini nella partita Gallipoli-Grosseto 2-2.
Il 31 agosto 2010 passa a titolo definitivo al Livorno. Nella formazione amaranto non trova spazio, giocando 3 partite di campionato, e il 31 gennaio 2011 passa al Lumezzane in prestito. Con i lombardi realizza due reti nelle prime tre partite, le uniche della sua esperienza conclusa con 13 presenze nel campionato di Lega Pro Prima Divisione 2010-2011.
Rientrato al Livorno, vi disputa la prima parte della stagione 2011-2012, sempre come rincalzo, anche a causa di un nuovo infortunio al ginocchio. Il 31 gennaio 2012 passa al Pergocrema a titolo definitivo; debutta con i gialloblù il 5 febbraio nella partita contro il Prato terminata con il risultato di 0-0.
A fine stagione rimane svincolato a causa della mancata iscrizione della squadra al campionato, e dopo un periodo di prova al Sorrento, in dicembre accetta l'offerta dell'Union Quinto, formazione veneta di Serie D, con un contratto a gettone.
Il 3 settembre 2013 firma per la Thermal Abano Teolo, formazione veneta che milita in Serie D. Debutta l'8 settembre nella sfida contro il Riccione segnando anche la prima rete.
Il 31 luglio 2014 passa al Campodarsego, formazione della Provincia di Padova, in Eccellenza, con cui realizza 14 reti in 18 presenze. Il 19 giugno 2015 passa all'Adriese, formazione della Provincia di Rovigo, in Eccellenza.
Il 27 luglio 2016 passa all'Este, formazione della Provincia di Padova, in Serie D, ma nel dicembre successivo si trasferisce al Loreo, formazione dell'Eccellenza veneta.
Il 3 giugno 2017 passa al Giorgione, formazione della Provincia di Treviso, in Eccellenza, dove milita fino al dicembre successivo. Nel gennaio 2018 passa all'Albignasego, e nell'agosto successivo firma per l'Union Pro nel campionato di Eccellenza.
Il 28 giugno 2019, passa al Sankt Georgen, formazione della Provincia di Bolzano, in Eccellenza.
Nella stagione sportiva 2020/2021 gioca con la formazione padovana del Castelbaldo Masi, militante in Eccellenza. Svincolatosi nel mercato invernale, approda all'Academy Plateola di Piazzola sul Brenta, formazione padovana militante nel campionato di Prima categoria. Successivamente, a marzo dello stesso anno si accasa al Camisano Calcio 1910: con la formazione biancoceleste vicentina disputa il torneo di Eccellenza organizzato dal C.R. Veneto per la parte finale della stagione 2020/2021. La stagione successiva disputa il campionato di Eccellenza Veneto contribuendo alla salvezza della squadra. Per la stagione 2023/2024 passa alla formazione Unione Cadoneghe militante in Eccellenza Veneo.

### Nazionale
Ha vestito le maglie delle Nazionali italiane Under-18, Under-19 ed Under-20, giocando in totale 18 partite e segnando 7 gol: 7 gare e 2 gol con l'Under-18, 10 con 5 gol con l'Under-19 mentre con la Nazionale Under-20 gioca solo due partite senza mai segnare.

## Statistiche

### Presenze e reti nei club
Statistiche aggiornate al 2022.
| Stagione        | Squadra             | Campionato      | Campionato | Campionato | Coppe nazionali | Coppe nazionali | Coppe nazionali | Coppe continentali | Coppe continentali | Coppe continentali | Altre coppe | Altre coppe | Altre coppe | Totale | Totale |
| Stagione        | Squadra             | Comp            | Pres       | Reti       | Comp            | Pres            | Reti            | Comp               | Pres               | Reti               | Comp        | Pres        | Reti        | Pres   | Reti   |
| --------------- | ------------------- | --------------- | ---------- | ---------- | --------------- | --------------- | --------------- | ------------------ | ------------------ | ------------------ | ----------- | ----------- | ----------- | ------ | ------ |
| 2003-2004       | Padova              | C1              | 18         | 1          | CI-C            | 2               | 1               | -                  | -                  | -                  | -           | -           | -           | 20     | 2      |
| 2004-2005       | Juventus            | A               | 0          | 0          | CI              | 1               | 0               | UCL                | 0                  | 0                  | -           | -           | -           | 1      | 0      |
| 2005-2006       | Siena               | A               | 13         | 2          | CI              | 1               | 0               | -                  | -                  | -                  | -           | -           | -           | 14     | 2      |
| 2006-2007       | Arezzo              | B               | 22         | 6          | CI              | 1               | 0               | -                  | -                  | -                  | -           | -           | -           | 23     | 6      |
| 2007-2008       | Empoli              | A               | 13         | 0          | CI              | 1               | 0               | CU                 | 2                  | 0                  | -           | -           | -           | 16     | 0      |
| 2008-feb. 2009  | Bari                | B               | 8          | 1          | CI              | 2               | 0               | -                  | -                  | -                  | -           | -           | -           | 10     | 1      |
| feb. 2009-2009  | Piacenza            | B               | 10         | 1          | CI              | -               | -               | -                  | -                  | -                  | -           | -           | -           | 10     | 1      |
| 2009-gen. 2010  | Bari                | A               | 0          | 0          | CI              | 0               | 0               | -                  | -                  | -                  | -           | -           | -           | 0      | 0      |
| Totale Bari     | Totale Bari         | Totale Bari     | 8          | 1          |                 | 2               | 0               |                    | -                  | -                  |             | -           | -           | 10     | 1      |
| gen.-giu. 2010  | Gallipoli           | B               | 9          | 2          | CI              | -               | -               | -                  | -                  | -                  | -           | -           | -           | 9      | 2      |
| 2010-gen. 2011  | Livorno             | B               | 3          | 0          | CI              | 1               | 0               | -                  | -                  | -                  | -           | -           | -           | 4      | 0      |
| gen.-giu. 2011  | Lumezzane           | PD              | 13         | 2          | CI+CI-LP        | -               | -               | -                  | -                  | -                  | -           | -           | -           | 13     | 2      |
| 2011-gen. 2012  | Livorno             | B               | 1          | 0          | CI              | 0               | 0               | -                  | -                  | -                  | -           | -           | -           | 1      | 0      |
| Totale Livorno  | Totale Livorno      | Totale Livorno  | 4          | 0          |                 | 1               | 0               |                    | -                  | -                  |             | -           | -           | 5      | 0      |
| gen.-giu. 2012  | Pergocrema          | PD              | 9          | 0          | CI-LP           | -               | -               | -                  | -                  | -                  | -           | -           | -           | 9      | 0      |
| dic. 2012-2013  | Union Quinto        | D               | 22         | 5          | CI-D            | -               | -               | -                  | -                  | -                  | -           | -           | -           | 22     | 5      |
| set. 2013-2014  | Thermal Abano Teolo | D               | 28         | 9          | CI-D            | -               | -               | -                  | -                  | -                  | -           | -           | -           | 28     | 9      |
| 2014-2015       | Campodarsego        | Ecc.            | 18         | 14         | CI-Dil.         | ?               | ?               | -                  | -                  | -                  | -           | -           | -           | 18     | 14     |
| 2015-2016       | Adriese             | Ecc.            | 16         | 6          | CI-Dil.         | ?               | ?               | -                  | -                  | -                  | -           | -           | -           | 16     | 6      |
| lug.-dic. 2016  | Este                | D               | 7          | 1          | CI-D            | 0               | 0               | -                  | -                  | -                  | -           | -           | -           | 7      | 1      |
| dic. 2016-2017  | Loreo               | Ecc.            | 16         | 4          | -               | -               | -               | -                  | -                  | -                  | -           | -           | -           | 16     | 4      |
| lug.-dic. 2017  | Giorgione           | Ecc.            | 15         | 7          | -               | -               | -               | -                  | -                  | -                  | -           | -           | -           | 15     | 7      |
| gen.-giu. 2018  | Albignasego         | Ecc.            | 14         | 5          | -               | -               | -               | -                  | -                  | -                  | -           | -           | -           | 14     | 5      |
| 2018-2019       | Union Pro           | Ecc.            | 29         | 15         | -               | -               | -               | -                  | -                  | -                  | -           | -           | -           | 29     | 15     |
| 2019            | Sankt Georgen       | Ecc.            | ?          | 0          | -               | -               | -               | -                  | -                  | -                  | -           | -           | -           | ?      | 0      |
| 2019-2020       | Real Martellago     | Ecc.            | 14         | 4          | -               | -               | -               | -                  | -                  | -                  | -           | -           | -           | 14     | 4      |
| 2020-gen. 2021  | Castelbaldo Masi    | Ecc.            | 3          | 3          | -               | -               | -               | -                  | -                  | -                  | -           | -           | -           | 3      | 3      |
| gen.-giu. 2021  | Camisano            | Ecc.            | 4          | 1          | -               | -               | -               | -                  | -                  | -                  | -           | -           | -           | 4      | 1      |
| 2021-2022       | Camisano            | Ecc.            | 21         | 9          | -               | -               | -               | -                  | -                  | -                  | -           | -           | -           | 21     | 9      |
| Totale carriera | Totale carriera     | Totale carriera | 326        | 98         |                 | 9               | 1               |                    | 2                  | 0                  |             |             |             | 337    | 99     |

## Palmarès

### Club

#### Competizioni giovanili
- Torneo di Viareggio: 1

Juventus: 2005

#### Competizioni nazionali
- Campionato italiano: 1 (revocato)

Juventus: 2004-2005
- Campionato italiano di Serie B: 1

Bari: 2008-2009

#### Competizioni regionali
- Eccellenza Veneto: 2

Campodarsego: 2014-2015 (Girone A)
Adriese: 2015-2016 (Girone A)
- Coppa Italia Dilettanti Veneto: 1

Campodarsego: 2014-2015